# Symbolstein von High Keillor

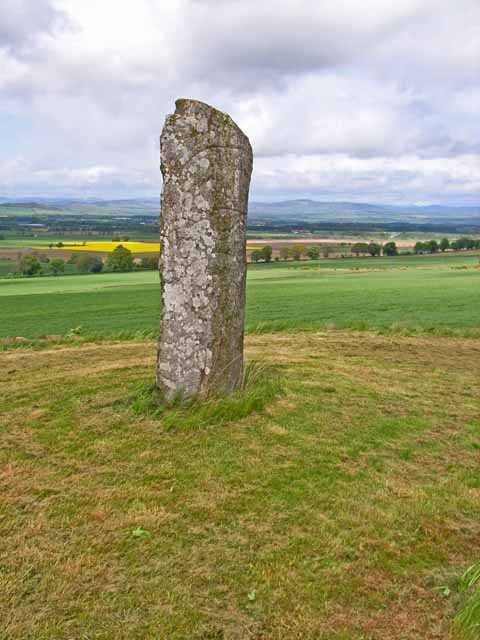
Symbolstein von High Keillor

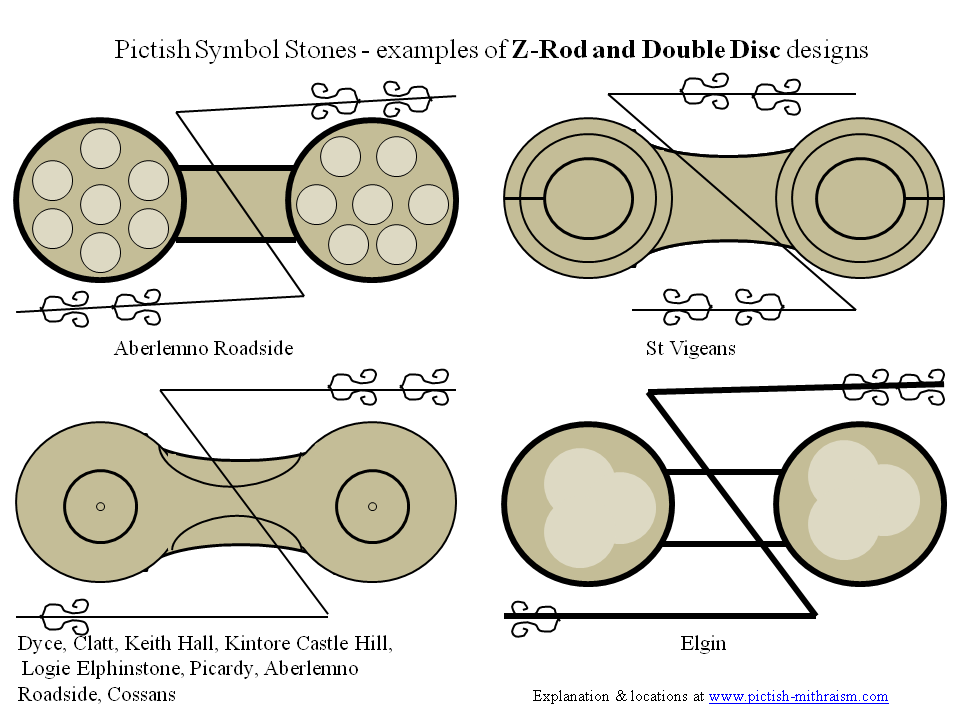
Doppelscheibe und Z-Stab

Der piktische Symbolstein von High Keillor (auch High Keillor Farm Stone, Baldowie Stone/Baldowrie Farm/Baldowrie Symbol Stone genannt) steht am Nordhang des Keillor Hill in Kettins, bei Coupar Angus in Perthshire in Schottland.
Der säulenartige piktische Class 1 Symbolstein aus Granit ist 1,98 m hoch und hat einen Querschnitt von 0,83 m. Der Stein aus dem 7. Jahrhundert trägt drei Symbole: einen Wolf über einer Doppelscheibe mit Z-Stab und einen Spiegel unten.
Der von Skene im Jahre 1832 entdeckte Stein stand laut Aufzeichnung auf einem Hügel. In den späten 1840er Jahren brach der obere Teil ab und wurde zwischen 1848 und 1856 mit einer Metallklammer zusammengespannt.